# Bernard Weinberg
Bernard Weinberg (Chicago, 23 agosto 1909 – Chicago, 13 febbraio 1973) è stato un critico letterario statunitense.

## Biografia
Laureato all'Università di Chicago, ottenne nel 1931 la laurea alla Sorbona. Dopo aver insegnato alla Università Washington a Saint Louis, passò alla Northwestern University, per tornare infine all'Università di Chicago. Fu membro della American Academy of Arts and Sciences. Studioso del Rinascimento francese e italiano, curò importanti edizioni di testi fra cui si ricordano: French poetry of the Renaissance (New York, Harper and brothers, 1954) e i quattro volumi dei Trattati di poetica e retorica del Cinquecento (Roma-Bari, Laterza, 1970-1974).

## Opere principali
- French realism: the critical reaction, 1830-1870, New York-London, Modern language association of America, Oxford university press, 1937
- Critical préfaces of the French Renaissance, Evanston, Northwestern University Press, 1950
- A history of literary criticism in the Italian Renaissance, 2 voll, Chicago, University of Chicago Press, 1961
- The art of Jean Racine, Chicago-London, University of Chicago Press, 1963
- The limits of Symbolism: studies of five modern French poets, Chicago-London, University of Chicago Press, 1966